# Atempo
Atempo – francuska firma założona w 1992 roku. Specjalizuje się w rozwiązaniach ciągłej ochrony danych (ang. Continuous Data Protection). Atempo ma  13 biur w Ameryce Północnej, Europie i Azji, łącznie posiadając ok. 250 pracowników na całym świecie. Klienci Atempo, to: przemysł, rząd, edukacja, media i firmy rozrywkowe, dążące do zachowania ciągłości pracy. Firma współpracuje m.in. z Apple, EMC, HDS, Isilon Systems i SGI.

## Produkty i rozwiązania
Atempo tworzy rozwiązania, pozwalające na tworzenie kopii zapasowych i odzyskiwanie serwerów, ciągłą ochronę danych stacji roboczych i komputerów przenośnych i długotrwałe przechowywanie plików i wiadomości e-mail.
Atempo Time Navigator to ochrona danych w heterogenicznych złożonych środowiskach o znaczeniu krytycznym.
Atempo Live Backup to aplikacja, która zabezpiecza dane dzięki mechanizmom: ochrony dokumentów, odzyskiwania utraconych danych, ochronę plików systemu i aplikacji, ochronę wymiany danych, odzyskiwanie danych po krytycznych awariach i uszkodzeniach. Aplikacja pracuje na komputerach stacjonarnych i laptopach.
Aplikacja posiada mechanizmy:
- ochrony dokumentów
- odzyskiwania utraconych danych
- ochronę plików systemu i aplikacji
- ochronę wymiany danych
- odzyskiwanie danych po krytycznych awariach i uszkodzeniach (Bare Metal Recovery)

Atempo Digital Archive – rozwiązanie do zarządzania pamięcią masową, długoterminowego przechowywania danych.
Atempo Digital Archive for Messaging – archiwizacja danych i zarządzanie pocztą Email.